# Montserrat Josa Roca
Montserrat Josa i Roca (Juneda, 26 d'agost de 1935 - Reus, 20 de novembre de 2011) va ser una artista gravadora i escultora catalana. Filla de Jaume Josa Torné (Juneda, 05/03/1902 – 20/02/1977) i Rosa Roca Debat (Juneda, 11/03/1904 – 26/12/1968) era la més petita de tres germanes.